# Cedar megye (Nebraska)
Cedar megye az Amerikai Egyesült Államokban, azon belül Nebraska államban található. Megyeszékhelye és legnagyobb városa Hartington. Lakosainak száma 8380 fő (2020. április 1.). Cedar megye Clay, Yankton, Wayne, Knox, Pierce és Dixon megyékkel határos.

## Földrajz
Cedar megye Nebraska északkeleti csücskén található és Clay megyén, Dixon megyén, Pierce megyén, valamint Knox megyén kívül a Dél-Dakota-i Yankton megyét is határolja. A megye egésze a Képviselőház 3. Nebraska-i választási körzet részét képzi. A megye 1932 km²-es területe 0,7%-át a vízfelületek teszik ki.

## Népesség
A megye népességének változása:
| Lakosok száma | 8827 | 8782 | 8774 | 8711 | 8564 | 8380 |
|               | 2010 | 2011 | 2012 | 2013 | 2015 | 2020 |